# Sách truyện tranh

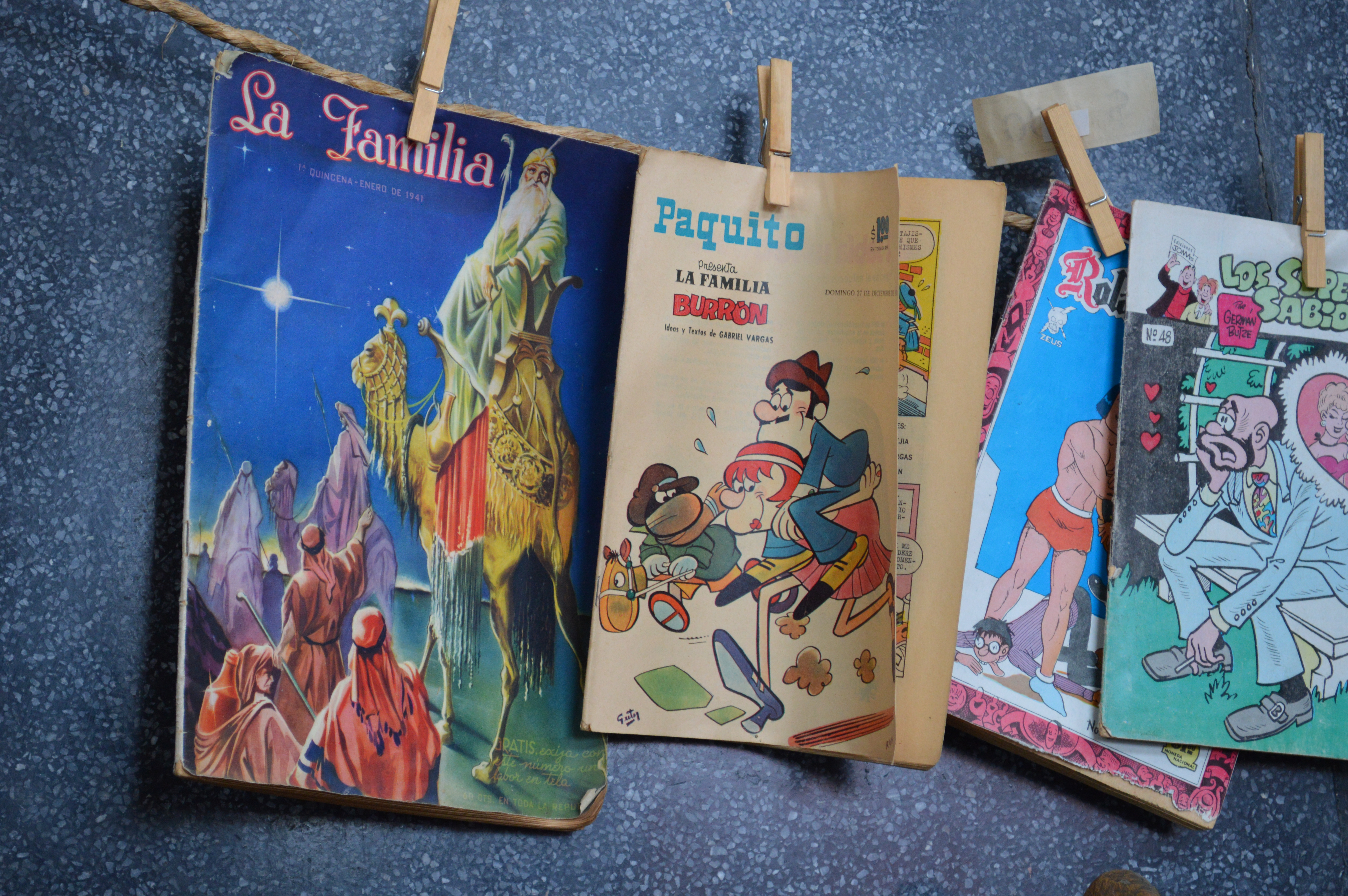
Sách truyện tranh được trưng bày tại một bảo tàng, miêu tả cách chúng đã được trưng bày tại một cửa hàng ga đường sắt trong nửa đầu của thế kỷ 20.

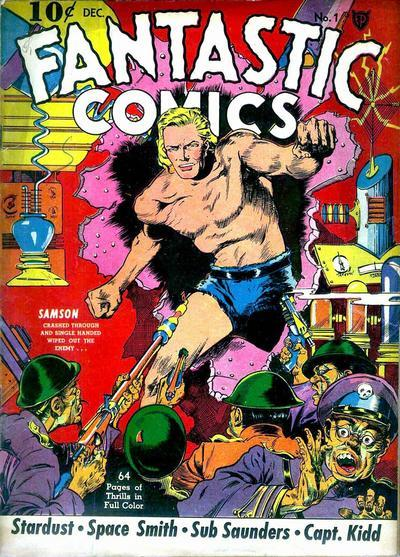
Định dạng bìa sách truyện tranh thông thường hiển thị số tập, ngày, giá và nhà xuất bản cùng với một hình minh họa và phần mô tả bìa có thể bao gồm tiêu đề câu chuyện.

Sách truyện tranh, còn được gọi là comic book, tạp chí truyện tranh hoặc (ở Vương quốc Anh và Ireland) đơn giản là truyện tranh, là một ấn phẩm gồm nghệ thuật truyện tranh dưới dạng các bức tranh tuần tự xen kẽ nhau đại diện cho từng cảnh riêng lẻ. Các khung hình thường được kèm theo văn mô tả và câu chuyện viết, thường là đoạn hội thoại được chứa trong các ô bóng bong chữ, là biểu tượng của nghệ thuật truyện tranh.
"Comic Cuts" là một tạp chí truyện tranh Anh được xuất bản từ năm 1890 đến năm 1953. Nó được tiền thân bởi "Ally Sloper's Half Holiday" (1884) nổi tiếng với việc sử dụng tranh tuần tự để mở rộng câu chuyện. Những tạp chí truyện tranh Anh này tồn tại song song với những tác phẩm "Penny dreadful" phổ biến (như "Spring-heeled Jack"), các "Story paper" dành cho thiếu niên và tạp chí hài hước Punch, là tạp chí đầu tiên sử dụng thuật ngữ "cartoon" với ý nghĩa hiện đại của một bức vẽ hài hước. Sự kết hợp giữa hình vẽ và từ viết đã được tiên phong bởi, trong số những người khác, William Blake (1757 - 1827) trong các tác phẩm như "The Descent Of Christ" của Blake (1804 - 1820).
Cuốn sách truyện tranh hiện đại đầu tiên (theo kiểu Mỹ), Famous Funnies, được phát hành tại Hoa Kỳ vào năm 1934 và là một tái bản của các truyện tranh hài trên báo đã được xuất bản trước đó, đã đặt nền móng cho nhiều kỹ thuật kể chuyện được sử dụng trong truyện tranh. Thuật ngữ sách truyện tranh bắt nguồn từ việc các sách truyện tranh Mỹ trước đây là một tập hợp các truyện tranh có tính hài hước; tuy nhiên, thực tế này đã được thay thế bằng việc đăng các câu chuyện thuộc mọi thể loại, thường không mang tính hài hước.
Thị trường sách truyện tranh lớn nhất là ở Nhật Bản. Đến năm 1995, thị trường manga ở Nhật Bản được định giá lên tới 586.4 tỷ Yên (khoảng 6-7 tỷ USD), với doanh số bán hàng hàng năm của 1.9 tỷ cuốn sách manga (bao gồm các tập sách tankōbon và tạp chí manga) tương đương với 15 số trên mỗi người. Năm 2020, thị trường manga ở Nhật Bản đạt giá trị kỷ lục mới là 612.5 tỷ Yên nhờ sự tăng trưởng nhanh chóng của doanh số bán hàng manga kỹ thuật số cũng như tăng trưởng doanh số bán hàng in. Thị trường sách truyện tranh ở Hoa Kỳ và Canada được định giá là 1.09 tỷ USD vào năm 2016. Đến năm 2017, nhà phân phối manga Viz Media là nhà xuất bản sách truyện tranh lớn nhất ở Hoa Kỳ, tiếp theo là DC Comics và Marvel Comics với các tác phẩm đặc biệt dài đầy đủ bao gồm Superman, Batman, Wonder Woman, Spider-Man, the Incredible Hulk và the X-Men. Các loại sách truyện tranh bán chạy nhất ở Mỹ vào năm 2019 là truyện tranh thiếu niên (children's fiction) chiếm 41%, manga chiếm 28% và truyện tranh siêu anh hùng chiếm 10% thị phần. Thị trường sách truyện tranh lớn khác là ở Pháp, nơi truyện tranh Franco-Belgian và manga Nhật Bản mỗi loại đại diện cho 40% thị trường, tiếp theo là truyện tranh Mỹ chiếm 10% thị phần.